# 慈雲山

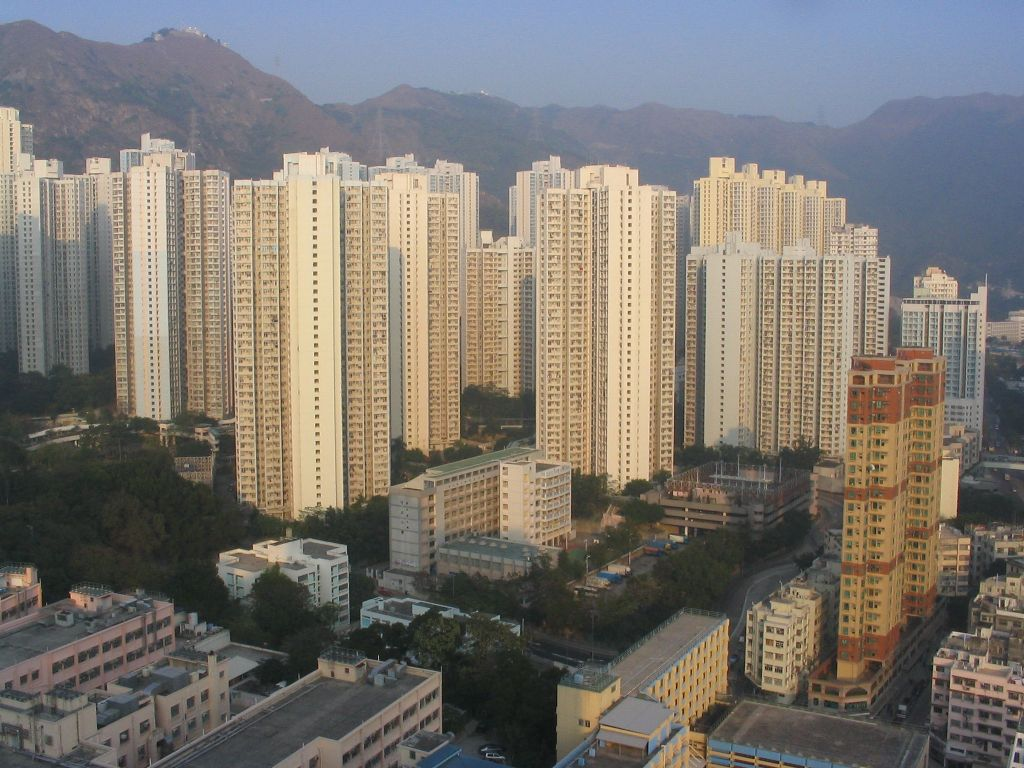
慈雲山の高層住宅

慈雲山（しうんさん、広東語読み：チワンサン、英語名：同じ、Tsz Wan Shan）は、香港・九龍中部の山であり、高層住宅の広がる住宅地区である。香港18区では、黄大仙区に属する。

## 地区
慈雲山とは、鑽石山の北側のさらに高台に広がる団地街周辺の事である。
その地名の通り、慈雲山の裾野の斜面に広がる住宅地で、町内は急な坂道が多い。町内を走る鉄道はないので、アクセスはバス、もしくはタクシーしかない。ただしショッピングモール（慈雲山中心）を兼ねたバスターミナルが区域の中心にあり、バスの本数、路線数ともに充実している。

## アクセス

### バス路線
慈雲山は地下鉄駅からちょっと遠いので、バスは主な交通路線。
- 5C　尖沙咀スターフェリーターミナル行き　など